# Culture de la céramique cardiale
Subdivisions
Groupe de La Hoguette

La culture de la céramique cardiale ou simplement Cardial est une culture néolithique datée du VIe millénaire av. J.-C. qui se développe sur une partie du pourtour méditerranéen (sud de la France, nord-ouest de l'Italie, côte orientale de l'Espagne) et sur la côte atlantique du Maroc. Elle tire son nom de la décoration caractéristique des poteries, des empreintes réalisées sur l'argile fraîche grâce à un coquillage appelé Cardium edule.
L'apparition du Cardial dans le Sud de la France correspond probablement à une évolution locale de la culture de la céramique imprimée, elle-même issue de la migration de populations d'agriculteurs-éleveurs qui atteignent l’ouest du bassin méditerranéen à partir de 6 000 av. J.-C. Les études génétiques montrent une origine balkanique de ces populations. Le Cardial succède au Castelnovien.

## Archéologie du Cardial

### Principaux sites
- Oullins (Rhône)
- Baratin (commune de Courthézon, Vaucluse)
- Pendimoun (Alpes-Maritimes)
- Caucade (Alpes-Maritimes)
- Les Bréguières (Mougins, Alpes-Maritimes)
- Renaghju (Sartène, Corse-du-Sud)
- Campu Stefanu (Corse)
- Santa Caterina di Pittinuri (province de Cagliari, Sardaigne)
- Sant Pau de Camp (province de Barcelone)

## Chronologie et aire de développement

Expansion du Néolithique en Europe

Les cultures néolithiques d'Europe vers 5000. En vert foncé : la culture cardiale

### Débuts
Le Cardial se développe à partir de 5700 avant J.-C. environ, après la culture à céramique imprimée, et correspond en partie à une évolution de cette dernière à laquelle elle succède dans certaines régions, comme la Ligurie.
Cependant, dans plusieurs zones géographiques, notamment dans certaines parties du sud de la France et du nord-ouest de l'Espagne, l'apparition de la culture à céramique cardiale correspond à celle des premières sociétés agropastorales. Leur développement s'effectue aux dépens ou avec la contribution des derniers chasseurs-cueilleurs, par exemple dans la péninsule ibérique.

### Diversité régionale
Le Cardial n'est pas homogène, plusieurs régions se distinguent notamment par les styles de poteries mais aussi par l'exploitation de l'obsidienne. Le Cardial tyrrhénien se développe entre 5 700 et 5 200 av. J.-C. de la Ligurie à la Toscane en passant par la Corse,. On retrouve des sites de cette culture jusque dans la région de Rome.
En Corse, cette culture se caractérise par une variante locale appelée Basien,,,.
Dans un des niveaux du site de Campu Stefanu, la poterie typique de cette culture est associée à de la céramique de style poinçonné.
Le Cardial franco-ibérique apparaît dès 5 700 / 5 600 av. J.-C.. En France, il se limite à la Provence et au Languedoc. En Espagne, il pénètre jusque dans le centre de la péninsule Ibérique, même si les sites les plus importants, comme Sant Pau de Camp, sont situés dans la région de Barcelone.
L'influence du Cardial se fait sentir au-delà de ces régions, jusque dans le nord de la France où certains décors céramiques ont visiblement été inspirés de ceux des poteries des communautés méditerranéennes. Pour certains chercheurs, l'hypothèse de la migration de groupes Cardial jusque dans le nord de la France est possible. On retrouve des éléments assimilables au cardial en Auvergne, dans la région lyonnaise, et dans la vallée de la Saône qui se présente comme une zone de contact entre les deux néolithisations du cardial et du rubané.

### Phases
Cette culture se développe en deux phases :
- le Cardial ancien, dès 5700-5600 av. J.-C. jusqu'à 5400 av. J.-C.,
- le Cardial récent, entre 5400 et 5000 av. J.-C.

Son apogée se situe vers 5300-5200 av. J.-C.
Sa disparition prend des formes très différentes selon les régions. Dans beaucoup de cas, on observe une évolution progressive vers les cultures suivantes. On parle même d'Épicardial dans plusieurs cas, notamment dans le sud de la France. Dans plusieurs sites, il est possible que les derniers sites du Cardial soient contemporains des sites attribués à l'Épicardial ancien.

## Mode de vie

### Agriculture
L'agriculture et l'élevage étaient très développés. Les moutons et les chèvres étaient les principales espèces élevées, mais  
les bœufs et les porcs étaient également nombreux. De manière générale, l'élevage était beaucoup moins spécialisé que dans la culture de la céramique imprimée. En outre, la chasse, notamment au sanglier, était beaucoup plus importante puisqu'elle représentait 40 % des apports alimentaires.
Différentes céréales (blé, orge) et légumineuses (lentilles) étaient cultivées.
Dans certaines régions, l'exploitation du territoire était parfaitement structurée : 
- le centre du territoire se caractérisait par la présence de villages de plein air occupés de manière continue et autour desquels l'agriculture et l'élevage étaient pratiqués.
- Dans la périphérie de cette zone principale, on trouvait des sites saisonniers occupés par des pasteurs et/ou des chasseurs venus des villages.
- La population cardiale ne se rendait qu'exceptionnellement au-delà de cette zone périphérique, par exemple pour pratiquer des chasses très spécialisées. C'est aussi dans cette zone éloignée que pouvaient être fondés de nouveaux villages.

L'exploitation de l'environnement provoque dès cette période un net recul de la forêt.

### Habitat
À ce jour, les villages du Cardial sont relativement méconnus.
Lors des fouilles du site du Baratin, à Courthézon dans le Vaucluse, de grands amoncellements de galets portant des traces d'exposition au feu ont été trouvés. Il pourrait s'agir de grandes structures de cuisson collective, comparables par leur fonctionnement et leur structure aux fours polynésiens.

### Pratiques funéraires
L'extrême rareté des sépultures mises au jour indique que l'inhumation ne constituait pas la pratique funéraire la plus fréquente. Les autres pratiques sont inconnues à ce jour.

## Production matérielle

### Poteries
Le Cardium est un coquillage à cannelures et bords dentelés de la famille des coques. Il a été utilisé pour imprimer des décors dans la terre à cuire. Les décors présentent des formes assez élaborées (lignes, triangles) qui couvrent une partie du corps des vases.

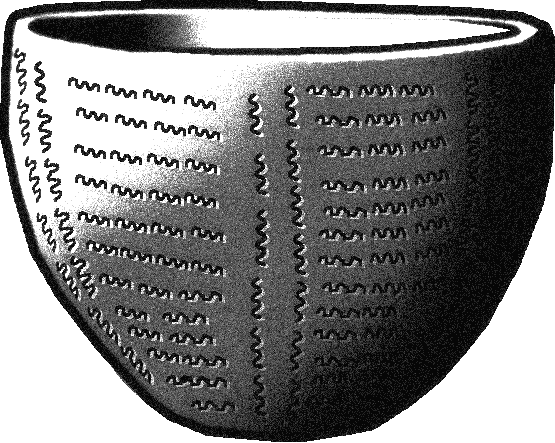
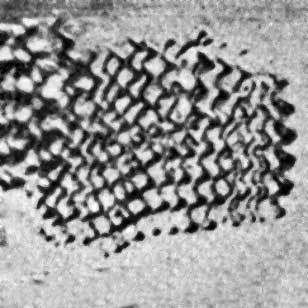
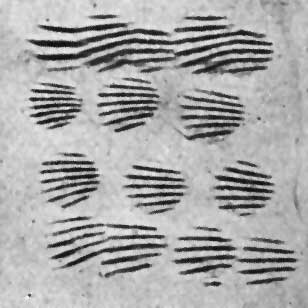
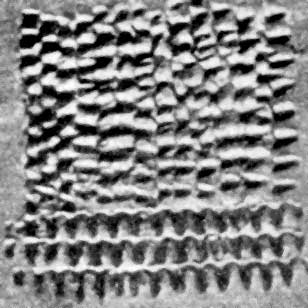
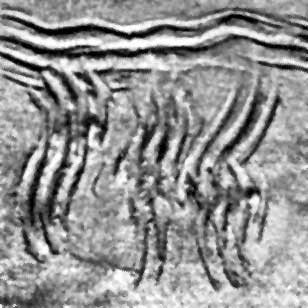

### Outillage lithique
Dans le sud de la France, les outils en roche taillée et leur mode de réalisation sont dans la continuité de ceux de Culture de la céramique imprimée. On retrouve des pointes de projectile trapézoïdale, des longs perçoirs ou des pointes, des faucilles sur lame au bord finement denticulé.
Ces outils sont réalisés sur les roches disponibles localement mais pas seulement. Ainsi, dans le site d'Oullins une lame de très bonne qualité débitée par percussion indirecte est réalisée dans un silex blond des formations Crétacé du Vaucluse. Sa présence dans le site s'explique par des raisons sociales car il y avait de très bonnes matières premières localement.
D'autre part, les obsidiennes de Palmarola et de Lipari, bien que très rares, parviennent jusque dans le sud de la France. Celle du Monte Arci n'est quasiment pas distribuée au-delà de la Sardaigne et de la Corse. Sur ces deux îles, elle est beaucoup plus fréquemment utilisée, par exemple dans les sites sardes de Santa Caterina di Pittinuri et de Su Carroppu.
Les caractéristiques de l'outillage en roche taillée, notamment les techniques employées (utilisation de la percussion indirecte, absence de la technique du microburin), suggèrent qu'il est issu d'un possible métissage des traditions techniques des derniers chasseurs-cueilleurs du Castelnovien et celles des premiers agropasteurs de l'Impressa.

### Autres
Les haches en roche verte sont rares dans la plupart des sites comme Pendimoun et Caucade (Alpes-Maritimes), mais certaines occupations se distinguent par leur abondance, par exemple les Arene Candide. Ces haches sont réalisées dans des roches locales mais aussi en jadéite.

## Résultat des études génétiques récentes
Par opposition au courant danubien qui a apporté le Néolithique en Europe centrale et du Nord, la colonisation de la Méditerranée occidentale depuis l'Est associée au complexe cardial s'est probablement produite par des placements côtiers itératifs le long du littoral maritime nord. Ce déplacement à longue distance a été nettement plus rapide que celui observé en Europe centrale, mais du fait des capacités limitées des embarcations marines utilisées dans ce cabotage, ce mode de diffusion a apparemment limité le nombre de pionniers et les échanges ultérieurs en arrière et a finalement eu pour conséquence une séparation génétique entre les populations des sites de Méditerranée occidentale et leurs populations sources de Méditerranée orientale.
En Sardaigne, une étude génétique publiée en 2020 détecte chez la majorité des premiers mâles sardes les haplogroupes Y R1b-V88 et I2-M223. Les deux haplogroupes apparaissent tout d'abord dans les Balkans chez les chasseurs-cueilleurs mésolithiques puis dans les groupes néolithiques et plus tard chez les fermiers ibèriques, dans lesquels ils constituent la majorité des haplogroupes Y. Ces haplogroupes n'ont pas été détectés chez les populations anatoliennes néolithiques ou parmi les individus plus occidentaux de chasseurs cueilleurs ouest-européens. Ces résultats sont en corrélation avec un flux de gènes substantiel provenant de populations néolithiques qui se sont propagées vers l'ouest le long de la côte méditerranéenne du sud de l'Europe vers 5 500 avant notre ère, expansion liée à la culture de la céramique imprimée et à la céramique cardiale.
Les groupes néolithiques du sud de la France, qui font partie de la route d'expansion du complexe cardiale-impressa, présentent un profil génétique différent par rapport aux premières périodes d'expansion dans d'autres régions, avec une composante de chasseurs-cueilleurs sensiblement plus élevée que les groupes associés à la route continentale (jusqu'à 56 ± 2,9% de la composante chasseurs-cueilleurs pour le site de l'Abri Pendimoun).. Bien que les sites de Pendimoun et Les Bréguières datent d'environ 400 ans plus tard que les premiers établissements côtiers locaux en Ligurie, Provence et dans le Languedoc, ils suggèrent un récent événement de mélange local entre les populations de chasseurs-cueilleurs et les agriculteurs néolithiques. La recherche archéologique a plaidé en faveur d'une interaction accrue entre les agriculteurs entrants et les chasseurs-cueilleurs indigènes en Méditerranée occidentale au cours d'une deuxième étape du processus de néolithisation et en particulier dans les zones à plus forte densité de population de chasseurs-cueilleurs, par exemple, l'Apennin tosco-émilien et la plaine du Pô. Les études génétiques confirment que ces contacts ont laissé un signal biologique traçable lors de l'expansion néolithique dans le sud de la France. D'un point de vue archéologique, cela suggère que les chasseurs-cueilleurs ont contribué aux changements évidents observés au sein de la culture matérielle après la phase pionnière.
Il est notable que les individus du complexe cardiale-impressa de la côte est de l'Adriatique n'ont qu'une très faible ascendance chasseurs-cueilleurs avec une plus grande affinité pour les groupes d'Europe centrale. Cela correspond à l'hypothèse d'une différenciation des traditions techniques au sein des cultures matérielles observée des deux côtés des montagnes des Apennins en Italie: une tradition adriatique liée aux Balkans et une tyrrhénienne dont l'origine est encore inconnue. Il est tentant d'associer une composante de chasseurs-cueilleurs aussi forte du côté tyrrhénien aux traditions de poterie caractéristiques observées dans cette même région et de considérer ces traditions originales comme le résultat d'une réinterprétation de la part des chasseurs-cueilleurs. Néanmoins, la rareté des données génomiques disponibles dans le centre et le sud de l'Italie ne permet pas encore de tester directement cette hypothèse.
Toutes ces données rejettent l'hypothèse selon laquelle les individus associés au complexe cardiale-impressa représentent un horizon génétique uniforme en soi et plaide pour des scénarios d'interaction plus nuancés régionalement.